# Vockerode (Meißner)
Vockerode ist ein Ortsteil der Gemeinde Meißner im nordhessischen Werra-Meißner-Kreis.

## Geographische Lage
Vockerode liegt am Fuße des Hohen Meißner. Im Dorf treffen sich die Landesstraßen 3241 und 3334.

## Geschichte
Ein Gut mit dem Namen Vockenrode wurde schon im Jahre 1074 erwähnt. Erst ab dem Ende des 14. Jahrhunderts gehörte das Dorf den hessischen Landgrafen. Früher gab es Bergbau in Vockenrode. Hieran erinnern noch verschiedene Stollen und eine Halde. Die Firma Köhler Kalk produziert seit 1938.
Am 31. Dezember 1971 schlossen sich im Zuge der Gebietsreform in Hessen die bis dahin selbständigen Gemeinden Abterode, Alberode, Germerode, Vockerode, Weidenhausen und Wellingerode zur neuen Großgemeinde Meißner zusammen.

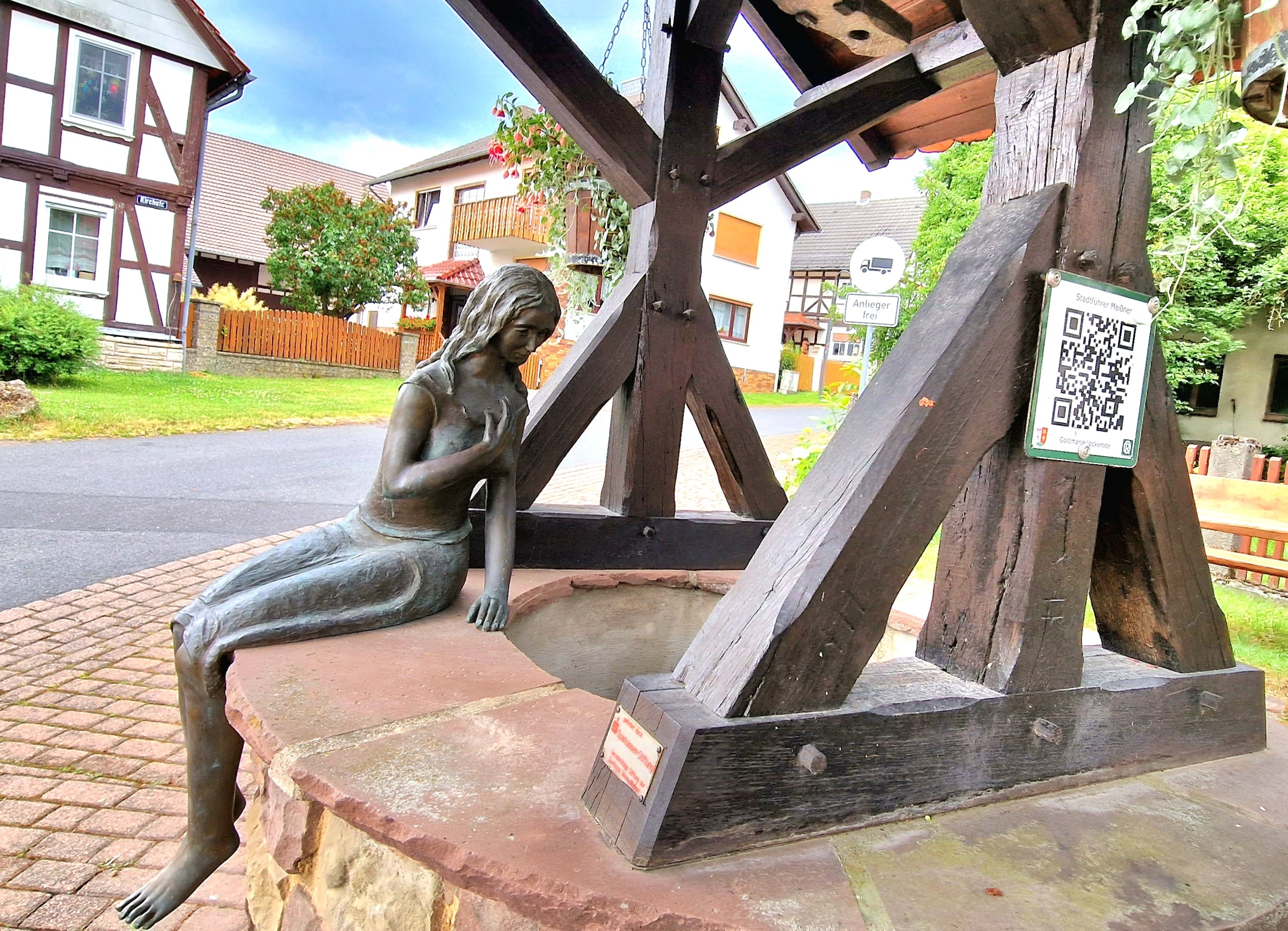
Goldmarie am Brunnen zu Vockerode

## Sehenswürdigkeiten
- Sehenswert ist der historische Ortskern.

## Infrastruktur
- In Vockerode gibt es ein Dorfgemeinschaftshaus.
- Oberhalb des Ortes liegt das Jugenddorf des Werra-Meißner-Kreises.

## Persönlichkeiten
- Nina Voelckel (* 1999), Leichtathletin